# 山口美由紀
山口 美由紀（6月29日—），日本女性漫畫家。福岡縣北九州市八幡西區出身。

## 作品
- 勁爆四人組、原名（1985-1988年）
- 青春三口組、全4冊、原名（1988-1989年）
- 公主症候群、全1冊、原名（短編集1989年）
- 女孩的季節、全1冊、原名（短編集1989年）
- 愛情音樂盒、全1冊、原名（1990年）
- 魔法花園、全5冊、原名（1990-1992年）
- 魔法妖精、全6冊、原名（1992-1994年）
- 晨光之約、全9冊、原名（1995-1999年）
- 太陽公公的世界地圖、全1冊、原名（短編集1996年）
- 全1冊、原名（短編集1997年）
- 魔幻龍騎士、全1冊、原名（2000年）
- 夢幻櫻、全1冊、原名（2000年）
- 舞池飯店、全1冊、原名
- 春告小町、全4冊、原名
- 半熟魔法使、全1冊、原名（2002年）
- 火箭魔法使、全1冊、原名（2003年）
- 天空聖龍、全9冊、原名
- 海盜們的樂園、2冊待續、原名